# Ken Strong (Eishockeyspieler)
Kenneth „Ken“ Strong (* 9. Mai 1963 in Toronto, Ontario) ist ein ehemaliger kanadisch-österreichischer Eishockeyspieler und aktueller Trainer.

## Spielerkarriere
Ken Strong startete seine Karriere in der Central Ontario Junior Hockey League (COJHL), wo er für den Verein Streetsville Derbys 45 Scorerpunkte in 36 Einsätzen erzielte. Ab 1980 stand er für den Verein Peterborough Petes in der kanadischen Top-Juniorenliga OHL auf dem Eis und kam in drei Saisonen auf 181 Einsätze, wobei er 91 Tore und 120 Assists erreichte. Sein Sohn Steven ist ebenfalls Eishockeyspieler.
1981 wurde er von den Philadelphia Flyers für die höchste Profiliga NHL gedraftet, jedoch bereits 1982 an die Toronto Maple Leafs abgegeben. Für die Maple Leafs kam er auf 15 Einsätze in der NHL und erreichte dabei zwei Tore und zwei Assists. Nebenbei kam er auf 166 Einsätze für das in der American Hockey League (AHL) spielende Farmteam der Maple Leafs, die St. Catharines Saints. Mit der Mannschaft stand er 1985/86 in den Division Finals des Calder Cups, die jedoch gegen die Hershey Bears mit 3:4 verloren gingen. In der Saison 1986/87 erreichte er mit dem Vorjahressieger Adirondack Red Wings erneut die Division Finals, in denen die Wings jedoch mit 1:4 gegen die Canadiens de Sherbrooke ausschieden.
Nachdem Strong bereits 1986/87 für den Schweizer Club EHC Chur 15-mal in der National League A (NLA) aufgelaufen war, wechselte er ab 1987 endgültig nach Europa und kam zuerst auf drei Einsätze für den Schweizer B-Ligisten (NLB) HC Martigny. 
Während der Saison 1987/88 wurde er als Ersatz für Cam Plante in den Kader des Kärntner Vereins EC VSV in der Österreichischen Eishockey-Liga berufen. Dort entwickelte er sich aufgrund seiner physischen Spielweise und seiner Torerfolge zu einem Publikumsliebling. In 347 Einsätzen schoss er 311 Tore und erzielte 329 Assists. Mit dem VSV wurde er zweimal Österreichischer Meister und zweimal Vizemeister. Zudem konnte zweimal der dritte Platz in der Alpenliga erreicht werden. In der ewigen VSV-Torschützenliste belegt er den dritten Platz hinter Peter Raffl und Wolfgang Kromp. In Kärnten lernte er auch seine spätere Ehefrau kennen, mit der er 1993 in Villach Sohn Steven zur Welt brachte.
Nachdem Strong die österreichische Staatsbürgerschaft erhalten hatte, spielte er auch im Nationalteam. Mit dem Gewinn der B-Weltmeisterschaft 1992, bei der Strong vier Tore und vier Assists erreichte, gelang Österreich nach 33 Jahren der Wiederaufstieg in die A-Klasse. Zudem spielte Strong auch bei den Olympischen Winterspielen 1994, wo er drei Tore und einen Assist beisteuerte.
Seine aktive Spielerlaufbahn beendete er nach der Saison 1996/97 bei den Kapfenbergern.

## Trainerlaufbahn
Nach seiner aktiven Karriere gründete er in der Nähe von Toronto die Hockey Akademie „Strong Hockey“ und hat sich der Ausbildung von Talenten jeden Alters verschrieben. 2012/13 fungierte er als Trainer für das Farmteam von EC Red Bull Salzburg und Assistenztrainer der Kampfmannschaft. 
Zwischen Dezember 2018 und März 2019 war er Co-Trainer der VSV-Kampfmannschaft.

## Sonstiges
Ein 1992 in Ljubljana geborener, im Kenny-Bear-Land bei Villach gehaltener und 2018 gestorbener Braunbär, trug seinen Namen.

## Erfolge
- 1989 und 1990: Kärntner Eishockey Superstar des Jahres
- 1989 und 1991: Österreichischer Vizemeister mit dem EC VSV
- 1992 und 1993: Österreichischer Meister mit dem EC VSV und jeweils 3. Platz der Alpenliga
- 1992: Goldmedaille bei der B-Weltmeisterschaft und Aufstieg in die A-Gruppe